# Lycocerus oedemeroides
Lycocerus oedemeroides is een keversoort uit de familie soldaatjes (Cantharidae). De wetenschappelijke naam van de soort werd in 1874 gepubliceerd door Ernst August Hellmuth von Kiesenwetter.